# Dead Yuppies
Dead Yuppies è il settimo album studio del gruppo New York hardcore Agnostic Front. Venne pubblicato nel settembre del 2001 dalla Epitaph Records, e seguì il disco del 1999 Riot! Riot! Upstart. A causa del titolo fortemente sarcastico, negli Stati Uniti la scritta in copertina venne coperta da un adesivo, soprattutto a causa degli attentati dell'11 settembre 2001.
La traccia Love to be Hated appare anche sulla compilation della Epitaph Records' Punk-O-Rama, sebbene il gruppo lasciò l'etichetta in questione poco dopo la pubblicazione e la registrazione di uno split album con i Discipline, Working Class Heroes.

## Tracce
1. I Wanna Know – 2:21
2. Out of Reach – 2:01
3. Critic – 1:15
4. Liberty – 2:44
5. Club Girl – 1:41
6. Uncle Sam – 1:48
7. Urban Decadence – 1:56
8. Love to be Hated – 2:13
9. No Mercy – 1:34
10. Politician – 2:08
11. Pedophile – 2:27
12. Alright – 2:31
13. Dead Yuppies – 2:47
14. Standing on My Own – 1:45

## Formazione
- Roger Miret - voce
- Vinnie Stigma - chitarra
- Mike Gallo - basso
- Jim Colletti - batteria
- Registrato al Big Blue Meenie Studios, Jersey City, New Jersey, Stati Uniti d'America
- Prodotto da Roger Miret